# Lewis A. Swift
Lewis A. Swift (ur. 29 lutego 1820 w Clarkson, w stanie Nowy Jork; zm. 5 stycznia 1913) – amerykański astronom.

## Życiorys
Od 1882 pracował, będąc dyrektorem wybudowanego przezeń obserwatorium Warnera w Rochester. Od 1893 dyrektor obserwatorium Lowe'a w Kalifornii Południowej.
W swojej pracy naukowej zajmował się przeszukiwaniem nieba. Odkrył setki mgławic (większość w późniejszym czasie okazała się galaktykami) oraz 12 komet samodzielnie: 11P/Tempel-Swift-LINEAR, 64P/Swift-Gehrels, 109P/Swift-Tuttle (kometa odpowiedzialna za rój Perseidów) oraz C/1877 G2, C/1878 N1, C/1879 M1, C/1881 J1, C/1881 W1, C/1892 E1, D/1895 Q1, C/1896 G1, C/1899 E1, a także jest współodkrywcą komety C/1883 D1 (Brooks-Swift). 466 spośród odkrytych przez niego ciał niebieskich znalazło się w New General Catalogue, a 450 w suplementach Index Catalogue.
Planetoida (5035) Swift została nazwana jego nazwiskiem.
Ojciec astronoma Edwarda Swifta.